# Ayuka Takeda
Ayuka Takeda (jap. 竹田 歩佳, Takeda Ayuka; * 23. Januar 1990) ist eine japanische Skispringerin.

## Werdegang
Takeda gab am 1. März 2006 in Zaō ihr Debüt im Skisprung-Continental-Cup. Dabei gelang ihr mit dem 21. Platz im ersten und zweiten Springen jeweils der Sprung in die Punkteränge. Auch ein Jahr später gelang ihr dieser Erfolg in Zaō und Sapporo. Bei der Junioren-Weltmeisterschaft 2007 in Tarvisio sprang sie auf den 21. Platz. Ein Jahr später in Zakopane erreichte Takeda den 26. Platz. Bei der Junioren-Weltmeisterschaft 2009 in Štrbské Pleso erreichte sie erstmals einen Platz unter den besten zehn und wurde am Ende Siebente. Ab Februar 2009 startete Takeda auch bei Continental-Cup-Springen in Europa. Dabei konnte sie ihre Leistungen erneut steigern und erreichte am Ende den 33. Platz in der Gesamtwertung der Saison 2008/09.
Am 2. Februar 2013 gab sie in Sapporo ihr Weltcupdebüt. Anschließend nahm sie noch an den weiteren Weltcup-Springen in Japan teil.

## Erfolge

### Weltcup-Platzierungen
| Saison  | Platz | Punkte |
| ------- | ----- | ------ |
| 2012/13 | 46.   | 16     |
| 2013/14 | 61.   | 05     |

### Continental-Cup-Platzierungen
| Saison  | Platz | Punkte |
| ------- | ----- | ------ |
| 2005/06 | 44.   | 20     |
| 2006/07 | 40.   | 57     |
| 2007/08 | 53.   | 23     |
| 2008/09 | 33.   | 99     |
| 2009/10 | 48.   | 22     |
| 2010/11 | 62.   | 15     |